# Estação Borisovo
Borissovo (em russo:  Борисово) é uma das estações da linha Liublinsko-Dmitrovskaia (Linha 10) do Metro de Moscovo, na Rússia. A estação «Borissovo» deverá ser inaugurada em 2011, e deve localizar-se entre as estações «Chipilovskaia» e «Mariino».